# Trato hecho (Uruguay)
Trato hecho fue un programa de concursos y entretenimiento uruguayo emitido y producido por Teledoce entre 2019 y 2024. Es la adaptación local del formato holandés Deal or No deal creado por Endemol.
La primera temporada se estrenó el 26 de octubre de 2019 con la conducción del deportista Sebastián Abreu. Meses después, en enero de 2020 se estrenó la edición famosos con la conducción de Maxi de la Cruz, quien luego también se haría cargo de la versión original tras la salida de Abreu.
El 8 de septiembre de 2021 el programa volvió a emitirse con la edición familias con la conducción a cargo de Lucía Rodríguez acompañada por Germán Medina. Los conductores repitirán su labor en la edición parejas, a estrenarse en agosto de 2022.

## Formato
El programa consiste en 26 maletines que representan diversas cantidades de dinero. Sin saber a que cantidad corresponde cada maletín, el participante elige uno, el cual se supone contiene el premio máximo. Luego el participante va abriendo maletines uno por uno para saber su valor. Mientras ocurre eso el participante puede recibir ofertas de la "banca", la cual desea comprar su maletín por el menor valor posible, el cual depende de las cantidades que queden. El participante puede aceptar la oferta o seguir abriendo maletines. Si opta por la última opción y estos corresponden a cifras bajas de dinero, seguirá aumentando el valor de la oferta de la banca. En las tres temporadas del programa, el valor máximo de los maletines es de $1.000.000.
En la tercera temporada (2021), solamente se juega con la etapa de los maletines. Esto se debe a que no es posible realizar la preselección donde hay gran cantidad de público presente por la pandemia de COVID-19, solo hay un staff ya seleccionado por la producción que se encarga de abrir los maletines que va eligiendo el participante.
Los maletines, cuyos valores van desde ($1) un peso uruguayo hasta el ($1.000.000) millón de pesos, se distribuyen de la siguiente manera: 
| $1   | $1.000     |
| $2   | $2.500     |
| $5   | $5.000     |
| $10  | $10.000    |
| $25  | $20.000    |
| $50  | $30.000    |
| $75  | $40.000    |
| $100 | $50.000    |
| $200 | $75.000    |
| $300 | $100.000   |
| $400 | $250.000   |
| $500 | $500.000   |
| $750 | $1.000.000 |

## Ediciones
| Edición          | Estreno                 | Final                 | Programas | Audiencia |
| ---------------- | ----------------------- | --------------------- | --------- | --------- |
| Edición original | 28 de octubre de 2019   | 17 de febrero de 2021 | 113       | 9.6       |
| Edición famosos  | 14 de enero de 2020     | 12 de agosto de 2020  | 35        | 8.2       |
| Edición familias | 8 de septiembre de 2021 | 27 de abril de 2022   | 34        | 11.2      |
| Edición parejas  | 3 de agosto de 2022     | 4 de enero de 2023    | 23        |           |
| Edición parejas  | 4 de julio de 2023      | 2 de abril de 2024    | 40        | -         |

## Conducción
- Sebastián Abreu (2019 - 2020)
- Maxi de la Cruz (2020 - 2021)
- Lucía Rodríguez (2021 - 2024)
- Germán Medina (2021 - 2024)

## Audiencia

### Edición original (2019-2021)
| 1   | Lunes     | 28 de octubre de 2019   | 15.5 | Sí (a El juego del año)   | Primero | [ 11 ] |
| 2   | Martes    | 29 de octubre de 2019   | 10.8 | No (a Escape perfecto)    | Cuarto  | [ 12 ] |
| 3   | Miércoles | 30 de octubre de 2019   | 11.1 | No (a Escape perfecto)    | Cuarto  | [ 13 ] |
| 4   | Jueves    | 31 de octubre de 2019   | 13.0 | Sí (a Ahora caigo)        | Segundo | [ 14 ] |
| 5   | Lunes     | 4 de noviembre de 2019  | *    | *                         | *       | *      |
| 6   | Martes    | 5 de noviembre de 2019  | *    | *                         | *       | *      |
| 7   | Miércoles | 6 de noviembre de 2019  | *    | *                         | *       | *      |
| 8   | Jueves    | 7 de noviembre de 2019  | *    | *                         | *       | *      |
| 9   | Lunes     | 11 de noviembre de 2019 | 10.9 | No (a El juego del año)   | Quinto  | [ 15 ] |
| 10  | Martes    | 12 de noviembre de 2019 | *    | *                         | *       | *      |
| 11  | Jueves    | 14 de noviembre de 2019 | 10.8 | Sí (a Ahora caigo)        | Tercero | [ 16 ] |
| 12  | Lunes     | 18 de noviembre de 2019 | *    | *                         | *       | *      |
| 13  | Martes    | 19 de noviembre de 2019 | 11.3 | Sí (a Escape perfecto)    | Tercero | [ 17 ] |
| 14  | Miércoles | 20 de noviembre de 2019 | 11.3 | Sí (a Escape perfecto)    | Segundo | [ 18 ] |
| 15  | Jueves    | 21 de noviembre de 2019 | 9.0  | No (a Ahora caigo)        | Quinto  | [ 19 ] |
| 16  | Lunes     | 25 de noviembre de 2019 | 13.5 | Sí (a Polémica en el bar) | Segundo | [ 20 ] |
| 17  | Martes    | 26 de noviembre de 2019 | 10.0 | No (a Escape perfecto)    | Quinto  | [ 21 ] |
| 18  | Miércoles | 27 de noviembre de 2019 | *    | *                         | *       | *      |
| 19  | Jueves    | 28 de noviembre de 2019 | *    | *                         | *       | *      |
| 20  | Lunes     | 2 de diciembre de 2019  | 11.9 | No (a El juego del año)   | Quinto  | [ 22 ] |
| 21  | Martes    | 3 de diciembre de 2019  | *    | *                         | *       | *      |
| 22  | Miércoles | 4 de diciembre de 2019  | 10.9 | No (a Escape perfecto)    | Cuarto  | [ 23 ] |
| 23  | Jueves    | 5 de diciembre de 2019  | *    | *                         | *       | *      |
| 24  | Lunes     | 9 de diciembre de 2019  | *    | *                         | *       | *      |
| 25  | Martes    | 10 de diciembre de 2019 | *    | *                         | *       | *      |
| 26  | Miércoles | 11 de diciembre de 2019 | *    | *                         | *       | *      |
| 27  | Jueves    | 12 de diciembre de 2019 | *    | *                         | *       | *      |
| 28  | Lunes     | 16 de diciembre de 2019 | *    | *                         | *       | *      |
| 29  | Martes    | 17 de diciembre de 2019 | *    | *                         | *       | *      |
| 30  | Miércoles | 18 de diciembre de 2019 | *    | *                         | *       | *      |
| 31  | Jueves    | 19 de diciembre de 2019 | *    | *                         | *       | *      |
| 32  | Lunes     | 23 de diciembre de 2019 | *    | *                         | *       | *      |
| 33  | Miércoles | 25 de diciembre de 2019 | *    | *                         | *       | *      |
| 34  | Jueves    | 26 de diciembre de 2019 | *    | *                         | *       | *      |
| 35  | Lunes     | 30 de diciembre de 2019 | *    | *                         | *       | *      |
| 36  | Lunes     | 13 de enero de 2020     | 8.0  | No (a Ahora caigo)        | Quinto  | [ 24 ] |
| 37  | Miércoles | 15 de enero de 2020     | *    | *                         | *       | *      |
| 38  | Lunes     | 20 de enero de 2020     | *    | *                         | *       | *      |
| 39  | Miércoles | 22 de enero de 2020     | *    | *                         | *       | *      |
| 40  | Lunes     | 27 de enero de 2020     | *    | *                         | *       | *      |
| 41  | Miércoles | 29 de enero de 2020     | *    | *                         | *       | *      |
| 42  | Miércoles | 5 de febrero de 2020    | 8.1  | No (a Escape perfecto)    | Quinto  | [ 25 ] |
| 43  | Lunes     | 10 de febrero de 2020   | 10.3 | No (a Ahora caigo)        | Cuarto  | [ 26 ] |
| 44  | Miércoles | 12 de febrero de 2020   | *    | *                         | *       | *      |
| 45  | Lunes     | 17 de febrero de 2020   | 8.8  | No (a Ahora caigo)        | Cuarto  | [ 27 ] |
| 46  | Miércoles | 19 de febrero de 2020   | *    | *                         | *       | *      |
| 47  | Lunes     | 24 de febrero de 2020   | *    | *                         | *       | *      |
| 48  | Miércoles | 26 de febrero de 2020   | *    | *                         | *       | *      |
| 49  | Lunes     | 2 de marzo de 2020      | *    | *                         | *       | *      |
| 50  | Miércoles | 4 de marzo de 2020      | 9.5  | No (a Escape perfecto)    | Quinto  | [ 28 ] |
| 51  | Lunes     | 9 de marzo de 2020      | 10.2 | Sí (a El juego del año)   | Tercero |        |
| 52  | Miércoles | 11 de marzo de 2020     | *    | *                         | *       | *      |
| 53  | Lunes     | 16 de marzo de 2020     | *    | *                         | *       | *      |
| 54  | Miércoles | 18 de marzo de 2020     | *    | *                         | *       | *      |
| 55  | Lunes     | 23 de marzo de 2020     | *    | *                         | *       | *      |
| 56  | Miércoles | 25 de marzo de 2020     | *    | *                         | *       | *      |
| 57  | Miércoles | 13 de mayo de 2020      | *    | *                         | *       | *      |
| 58  | Miércoles | 20 de mayo de 2020      | *    | *                         | *       | *      |
| 59  | Miércoles | 27 de mayo de 2020      | *    | *                         | *       | *      |
| 60  | Miércoles | 3 de junio de 2020      | *    | *                         | *       | *      |
| 61  | Miércoles | 10 de junio de 2020     | *    | *                         | *       | *      |
| 62  | Miércoles | 17 de junio de 2020     | *    | *                         | *       | *      |
| 63  | Miércoles | 24 de junio de 2020     | *    | *                         | *       | *      |
| 64  | Miércoles | 1 de julio de 2020      | *    | *                         | *       | *      |
| 65  | Miércoles | 8 de julio de 2020      | *    | *                         | *       | *      |
| 66  | Miércoles | 15 de junio de 2020     | 10.9 | No (a Amamos el talento)  | Quinto  | [ 29 ] |
| 67  | Miércoles | 22 de julio de 2020     | *    | *                         | *       | *      |
| 68  | Miércoles | 29 de julio de 2020     | *    | *                         | *       | *      |
| 69  | Miércoles | 5 de agosto de 2020     | 10.5 | No (a Amamos el talento)  | Cuarto  | [ 30 ] |
| 70  | Lunes     | 17 de agosto de 2020    | *    | *                         | *       | *      |
| 71  | Miércoles | 19 de agosto de 2020    | *    | *                         | *       | *      |
| 72  | Lunes     | 24 de agosto de 2020    | *    | *                         | *       | *      |
| 73  | Miércoles | 26 de agosto de 2020    | *    | *                         | *       | *      |
| 74  | Lunes     | 31 de agosto de 2020    | *    | *                         | *       | *      |
| 75  | Miércoles | 2 de setiembre de 2020  | *    | *                         | *       | *      |
| 76  | Lunes     | 7 de setiembre de 2020  | *    | *                         | *       | *      |
| 77  | Miércoles | 9 de setiembre de 2020  | *    | *                         | *       | *      |
| 78  | Lunes     | 14 de setiembre de 2020 | *    | *                         | *       | *      |
| 79  | Miércoles | 16 de setiembre de 2020 | *    | *                         | *       | *      |
| 80  | Lunes     | 21 de setiembre de 2020 | 9.2  | No (a Got Talent Uruguay) | Quinto  | [ 31 ] |
| 81  | Miércoles | 23 de setiembre de 2020 | *    | *                         | *       | *      |
| 82  | Lunes     | 28 de setiembre de 2020 | *    | *                         | *       | *      |
| 83  | Miércoles | 30 de setiembre de 2020 | *    | *                         | *       | *      |
| 84  | Lunes     | 5 de octubre de 2020    | *    | *                         | *       | *      |
| 85  | Miércoles | 7 de octubre de 2020    | *    | *                         | *       | *      |
| 86  | Lunes     | 12 de octubre de 2020   | *    | *                         | *       | *      |
| 87  | Miércoles | 14 de octubre de 2020   | *    | *                         | *       | *      |
| 88  | Lunes     | 19 de octubre de 2020   | *    | *                         | *       | *      |
| 89  | Miércoles | 21 de octubre de 2020   | *    | *                         | *       | *      |
| 90  | Lunes     | 26 de octubre de 2020   | *    | *                         | *       | *      |
| 91  | Miércoles | 28 de octubre de 2020   | *    | *                         | *       | *      |
| 92  | Lunes     | 2 de noviembre de 2020  | *    | *                         | *       | *      |
| 93  | Miércoles | 4 de noviembre de 2020  | *    | *                         | *       | *      |
| 94  | Lunes     | 9 de noviembre de 2020  | *    | *                         | *       | *      |
| 95  | Miércoles | 11 de noviembre de 2020 | 10.6 | No (a Amamos el talento)  | Cuarto  | [ 32 ] |
| 96  | Lunes     | 16 de noviembre de 2020 | *    | *                         | *       | *      |
| 97  | Miércoles | 18 de noviembre de 2020 | 11.7 | Sí (a Amamos el talento)  | Cuarto  | [ 33 ] |
| 98  | Lunes     | 23 de noviembre de 2020 | *    | *                         | *       | *      |
| 99  | Miércoles | 25 de noviembre de 2020 | *    | *                         | *       | *      |
| 100 | Lunes     | 30 de noviembre de 2020 | *    | *                         | *       | *      |
| 101 | Miércoles | 2 de diciembre de 2020  | *    | *                         | *       | *      |
| 102 | Lunes     | 7 de diciembre de 2020  | *    | *                         | *       | *      |
| 103 | Miércoles | 9 de diciembre de 2020  | 8.4  | No (a Amamos el talento)  | Quinto  | [ 34 ] |
| 104 | Miércoles | 16 de diciembre de 2020 | 9.8  | No (a Amamos el talento)  | Quinto  | [ 35 ] |
| 105 | Miércoles | 23 de diciembre de 2020 | 11.1 | Sí (a Amamos el talento)  | Tercero | [ 36 ] |
| 106 | Miércoles | 30 de diciembre de 2020 | 9.8  | No (a Ahora caigo)        | Quinto  | [ 37 ] |
| 107 | Miércoles | 6 de enero de 2021      | *    | *                         | *       | *      |
| 108 | Miércoles | 13 de enero de 2021     | 10.5 | No (a Ahora caigo)        | Quinto  | [ 38 ] |
| 109 | Miércoles | 20 de enero de 2021     | 9.6  | No (a Ahora caigo)        | Tercero | [ 39 ] |
| 110 | Miércoles | 27 de enero de 2021     | *    | *                         | *       | *      |
| 111 | Miércoles | 3 de febrero de 2021    | *    | *                         | *       | *      |
| 112 | Miércoles | 10 de febrero de 2021   | *    | *                         | *       | *      |
| 113 | Miércoles | 17 de febrero de 2021   | *    | *                         | *       | *      |

### Edición famosos (2020)
| 1  | Martes    | 14 de enero de 2020   | *    | *                      | *       | *      |
| 2  | Jueves    | 16 de enero de 2020   | *    | *                      | *       | *      |
| 3  | Martes    | 21 de enero de 2020   | *    | *                      | *       | *      |
| 4  | Jueves    | 22 de enero de 2020   | *    | *                      | *       | *      |
| 5  | Martes    | 28 de enero de 2020   | *    | *                      | *       | *      |
| 6  | Jueves    | 30 de enero de 2020   | 9.0  | No (a Ahora caigo)     | Cuarto  | [ 40 ] |
| 7  | Martes    | 4 de febrero de 2020  | *    | *                      | *       | *      |
| 8  | Martes    | 11 de febrero de 2020 | *    | *                      | *       | *      |
| 9  | Jueves    | 13 de febrero de 2020 | *    | *                      | *       | *      |
| 10 | Martes    | 18 de febrero de 2020 | 9.9  | Sí (a Escape perfecto) | Segundo | [ 41 ] |
| 11 | Jueves    | 20 de febrero de 2020 | 8.8  | No (a Ahora caigo)     | Cuarto  | [ 42 ] |
| 12 | Martes    | 25 de febrero de 2020 | *    | *                      | *       | *      |
| 13 | Jueves    | 27 de febrero de 2020 | 8.6  | No (a Ahora caigo)     | Cuarto  | [ 43 ] |
| 14 | Martes    | 3 de marzo de 2020    | 8.7  | Sí (a Escape perfecto) | Cuarto  | [ 44 ] |
| 15 | Jueves    | 5 de marzo de 2020    | *    | *                      | *       | *      |
| 16 | Martes    | 10 de marzo de 2020   | *    | *                      | *       | *      |
| 17 | Jueves    | 12 de marzo de 2020   | 10.0 | No (a Ahora caigo)     | Quinto  | [ 45 ] |
| 18 | Martes    | 17 de marzo de 2020   | *    | *                      | *       | *      |
| 19 | Jueves    | 19 de marzo de 2020   | *    | *                      | *       | *      |
| 20 | Martes    | 24 de marzo de 2020   | *    | *                      | *       | *      |
| 21 | Lunes     | 11 de mayo de 2020    | *    | *                      | *       | *      |
| 22 | Lunes     | 18 de mayo de 2020    | *    | *                      | *       | *      |
| 23 | Lunes     | 25 de mayo de 2020    | *    | *                      | *       | *      |
| 24 | Lunes     | 1 de junio de 2020    | *    | *                      | *       | *      |
| 25 | Lunes     | 8 de junio de 2020    | *    | *                      | *       | *      |
| 26 | Lunes     | 15 de junio de 2020   | *    | *                      | *       | *      |
| 27 | Lunes     | 22 de junio de 2020   | *    | *                      | *       | *      |
| 28 | Lunes     | 29 de junio de 2020   | *    | *                      | *       | *      |
| 29 | Lunes     | 6 de julio de 2020    | *    | *                      | *       | *      |
| 30 | Lunes     | 13 de julio de 2020   | *    | *                      | *       | *      |
| 31 | Lunes     | 20 de julio de 2020   | *    | *                      | *       | *      |
| 32 | Lunes     | 27 de julio de 2020   | *    | *                      | *       | *      |
| 33 | Lunes     | 3 de agosto de 2020   | *    | *                      | *       | *      |
| 34 | Lunes     | 10 de agosto de 2020  | *    | *                      | *       | *      |
| 35 | Miércoles | 12 de agosto de 2020  | *    | *                      | *       | *      |

### Edición familias (2021-2022)
| 1  | Miércoles | 8 de setiembre de 2021   | 13.1    | Sí (a Sonríe y Bake Off Uruguay)        | Segundo | [ 46 ] |
| 2  | Miércoles | 15 de setiembre de 2021  | 10 / 11 | Sí (a Sonríe y Bake Off Uruguay)        | Tercero | [ 47 ] |
| 3  | Miércoles | 22 de setiembre de 2021  | 10.4    | Sí (a Sonríe y Bake Off Uruguay)        | Segundo | [ 48 ] |
| 4  | Miércoles | 29 de septiembre de 2021 | *       | *                                       | *       | *      |
| 5  | Miércoles | 6 de octubre de 2021     | 10.2    | Sí (a Sonríe y Bake Off Uruguay)        | Segundo | [ 49 ] |
| 6  | Miércoles | 13 de octubre de 2021    | 10.1    | No (a Sonríe) / Sí a (Bake Off Uruguay) | Cuarto  | [ 50 ] |
| 7  | Miércoles | 20 de octubre de 2021    | *       | *                                       | *       | *      |
| 8  | Miércoles | 27 de octubre de 2021    | 11.0    | Sí (a Sonríe y Bake Off Uruguay)        | Segundo | [ 51 ] |
| 9  | Miércoles | 3 de noviembre de 2021   | *       | *                                       | *       | *      |
| 10 | Miércoles | 10 de noviembre de 2021  | 10.2    | Sí (a Sonríe y Bake Off Uruguay)        | Tercero | [ 52 ] |
| 11 | Miércoles | 17 de noviembre de 2021  | 12.8    | Sí (a Sonríe y Bake Off Uruguay)        | Primero | [ 53 ] |
| 12 | Miércoles | 24 de noviembre de 2021  | 11.7    | Sí (a Sonríe y Bake Off Uruguay)        | Segundo | [ 54 ] |
| 13 | Miércoles | 1 de diciembre de 2021   | 13.0    | Sí (a Sonríe y Bake Off Uruguay)        | Tercero | [ 55 ] |
| 14 | Miércoles | 8 de diciembre de 2021   | 13.0    | Sí (a Sonríe y Bake Off Uruguay)        | Segundo | [ 56 ] |
| 15 | Miércoles | 15 de diciembre de 2021  | 10.6    | Sí (a Sonríe y Bake Off Uruguay)        | Segundo | [ 57 ] |
| 16 | Miércoles | 22 de diciembre de 2021  | 10.0    | Sí (a Sonríe y Bake Off Uruguay)        | Segundo | [ 58 ] |
| 17 | Miércoles | 29 de diciembre de 2021  | 9.7     | Sí (a Sonríe y Sopa de Letras)          | Tercero | [ 59 ] |
| 18 | Miércoles | 5 de enero de 2022       | 12.5    | Sí (a Ahora caigo y Sopa de Letras)     | Primero | [ 60 ] |
| 19 | Miércoles | 12 de enero de 2022      | 10.2    | Sí (a Ahora caigo y Sopa de Letras)     | Segundo | [ 61 ] |
| 20 | Miércoles | 19 de enero de 2022      | 10.2    | Sí (a Sonríe y Sopa de Letras)          | Primero | [ 62 ] |
| 21 | Miércoles | 26 de enero de 2022      | 12.5    | Sí (a Sonríe y Sopa de Letras)          | Primero | [ 63 ] |
| 22 | Miércoles | 2 de febrero de 2022     | 10.3    | No (a Sonríe) / Sí a (Sopa de Letras)   | Tercero | [ 64 ] |
| 23 | Miércoles | 9 de febrero de 2022     | 10.9    | Sí (a Sonríe y Sopa de Letras)          | Segundo | [ 65 ] |
| 24 | Miércoles | 16 de febrero de 2022    | *       | *                                       | *       | *      |
| 25 | Miércoles | 23 de febrero de 2022    | 11.4    | Sí (a Sonríe y Sopa de Letras)          | Segundo | [ 66 ] |
| 26 | Miércoles | 2 de marzo de 2022       | 12.3    | Sí (a Sonríe y Sopa de Letras)          | Primero | [ 67 ] |
| 27 | Miércoles | 9 de marzo de 2022       | 11.6    | Sí (a Sonríe y Sopa de Letras)          | Segundo | [ 68 ] |
| 28 | Miércoles | 16 de marzo de 2022      | 12.4    | Sí (a Sonríe y Sopa de Letras)          | Primero | [ 69 ] |
| 29 | Miércoles | 23 de marzo de 2022      | 11.6    | No (a Sonríe) / Sí a (Sopa de Letras)   | Tercero | [ 70 ] |
| 30 | Miércoles | 30 de marzo de 2022      | 12.1    | Sí (a Sonríe y Bake Off Uruguay)        | Tercero | [ 71 ] |
| 31 | Miércoles | 6 de abril de 2022       | 11.2    | Sí (a Sonríe y Bake Off Uruguay)        | Primero | [ 72 ] |
| 32 | Miércoles | 13 de abril de 2022      | *       | *                                       | *       | *      |
| 33 | Miércoles | 20 de abril de 2022      | 9.5     | No (a Sonríe) / Sí a (Bake Off Uruguay) | Quinto  | [ 73 ] |
| 34 | Miércoles | 27 de abril de 2022      | 10.6    | Sí (a Sonríe y Bake Off Uruguay)        | Cuarto  | [ 74 ] |

1. ↑  Entre el 15 y el 17 de setiembre, la empresa Ibope no compartió los datos de audiencia de Teledoce debido a que el canal dejó de comprar su servicio, sin embargo, según El Observador, el programa midió entre 10 y 11 puntos y se ubicó en el tercer puesto.